# Excoecaria poilanei
Excoecaria poilanei là một loài thực vật có hoa trong họ Đại kích. Loài này được Gagnep. mô tả khoa học đầu tiên năm 1923 publ. 1924.